# Pontiac Ventura
El Pontiac Ventura fue un automóvil producido por la División Pontiac de General Motors. La palabra «ventura» es un derivado de la palabra «bonaventure», que en italiano significa «buena fortuna». También comparte su nombre con las ubicaciones de Ventura, California, y Ventura, Iowa. En un momento, GM tenía una planta de montaje hasta 1992 que manufacturaba Camaros y Firebirds de la plataforma F en la vecina ciudad de Van Nuys, California.

## 1960-1970
El Ventura fue introducido por primera vez en 1960 como un nuevo modelo de mayor precio en el chasis más corto del tamaño completo de 122 pulgadas de distancia entre ejes de la plataforma B de General Motors, compartida con el Pontiac Catalina. Fue reemplazado por la serie Catalina Brougham en 1971.

## 1971-1977
El Pontiac Ventura fue introducido en 1971 y se basa en gran medida en el Chevrolet Nova cual esta sobre la plataforma «X», que tomo mucho prestado de la  plataforma F previamente establecida que fue la base del Pontiac Firebird.           
Estuvo disponible como cupé dos puertas o sedán cuatro puertas. Había varios niveles de equipamiento aparte del modelo base: el paquete opcional deportivo Sprint se ofrece en modelos de dos puertas entre 1971-1975, en 1974 el paquete GTO dio al Ventura básico un motor de 350 pulgadas cúbicas (5,7 L) V8 con un carburador de 4 gargantas que producía alrededor de 200 caballos de fuerza (149 kW) y transmisión manual de cuatro cambios montada al piso. El GTO fue abandonado en 1975, junto con el motor Pontiac 350. El Ventura ahora podría ser opcionado con un motor Buick 350 V8 en su lugar. El Ventura SJ fue un nuevo ofrecimiento de lujo para 1975. 

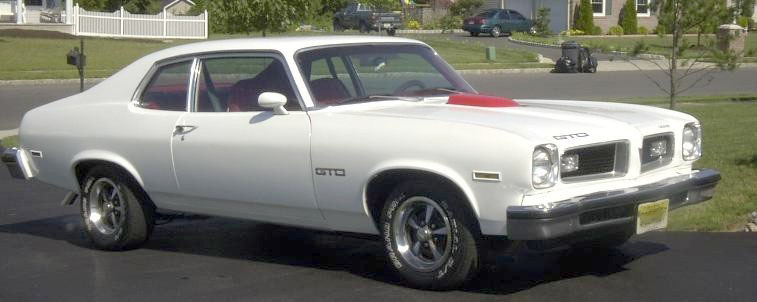
Pontiac Ventura GTO

Su sucesor fue el más lujoso Pontiac Phoenix en 1978 sobre la misma carrocería con cambios estilísticos mayores.